# Камаль Хасан Алі
Камаль Хасан Алі (масрі كمال حسن علي МФА: [kæˈmæːl ˈħæsæn ˈʕæli]; 18 вересня 1921 — 27 березня 1993) — єгипетський військовик і державний діяч, прем'єр-міністр Єгипту у 1984—1985 роках.

## Життєпис
Навчався у медичному училищі, але залишив його та вступив до військової академії. Брав участь в арабо-ізраїльській війні 1948 року та війні Судного дня, ставши національним героєм Єгипту.
1975 року здобув посаду голови секретної служби, підтримав президента Анвара Садата на мирних перемовинах з Ізраїлем у 1977–1979 роках. Зокрема, він був спеціальним посланцем президента на перемовинах в Єрусалимі 1977 року.
У 1978—1980 роках був міністром оборони та оборонної промисловості. З 1980 до 1985 року очолював міністерство закордонних справ. Після раптової смерті Ахмеда Фуада Мохіеддіна здобув посаду прем'єр-міністра, яку обіймав до 1985 року. Після виходу у відставку перейшов до Служби загальної розвідки, яку очолював з 1986 до 1989 року.